# Japanische Burg

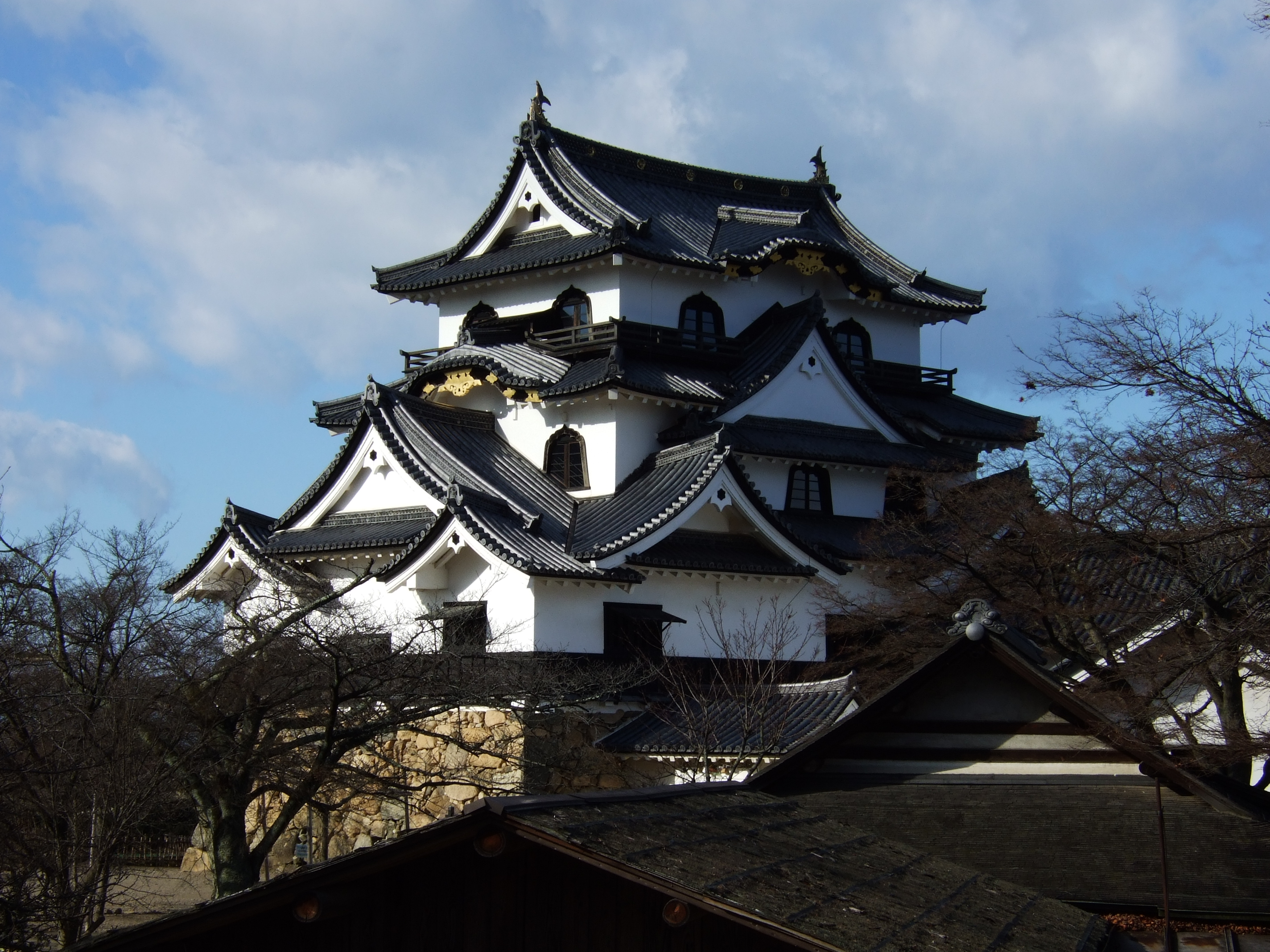
Hikone-jō

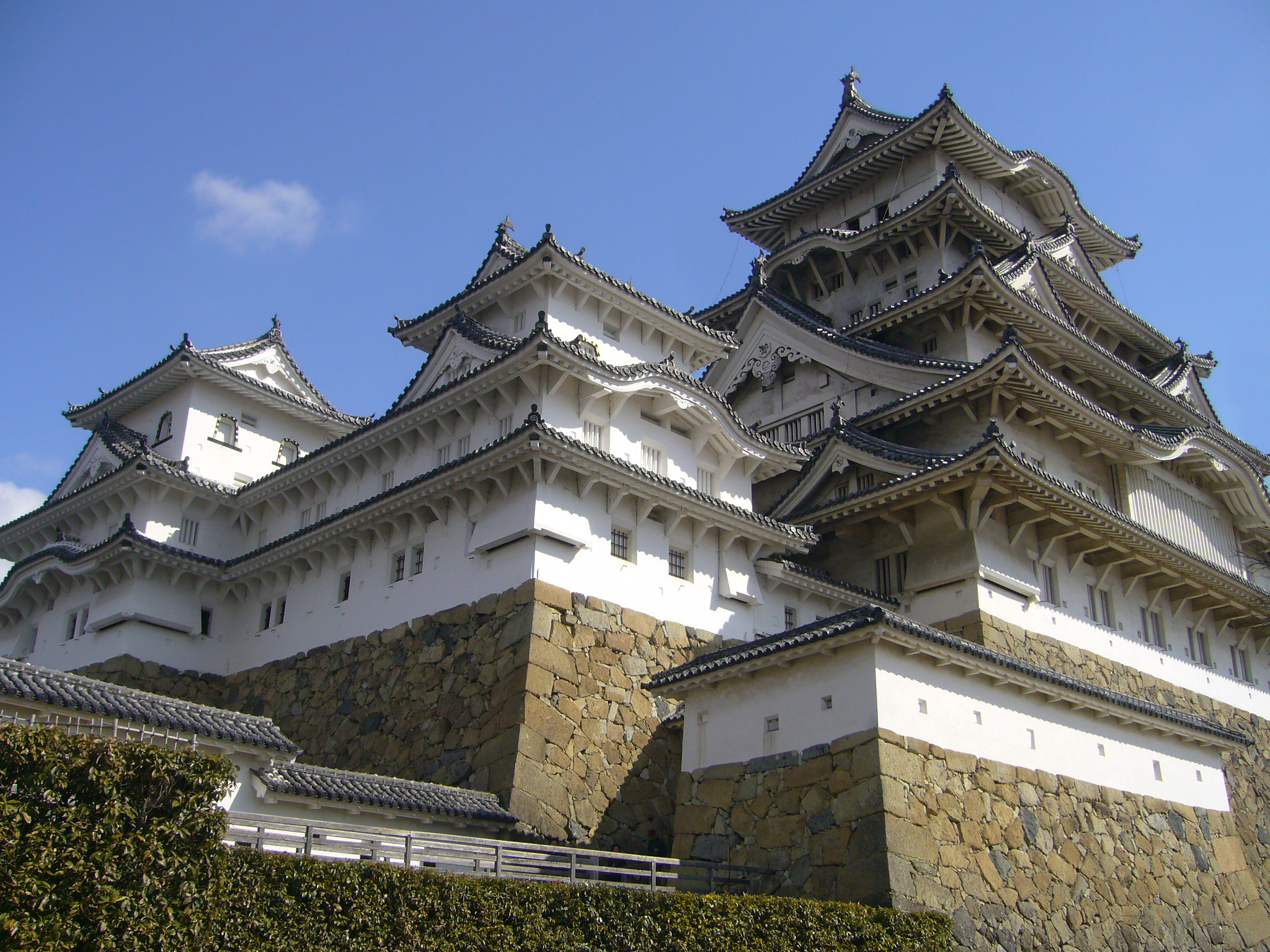
Himeji-jō

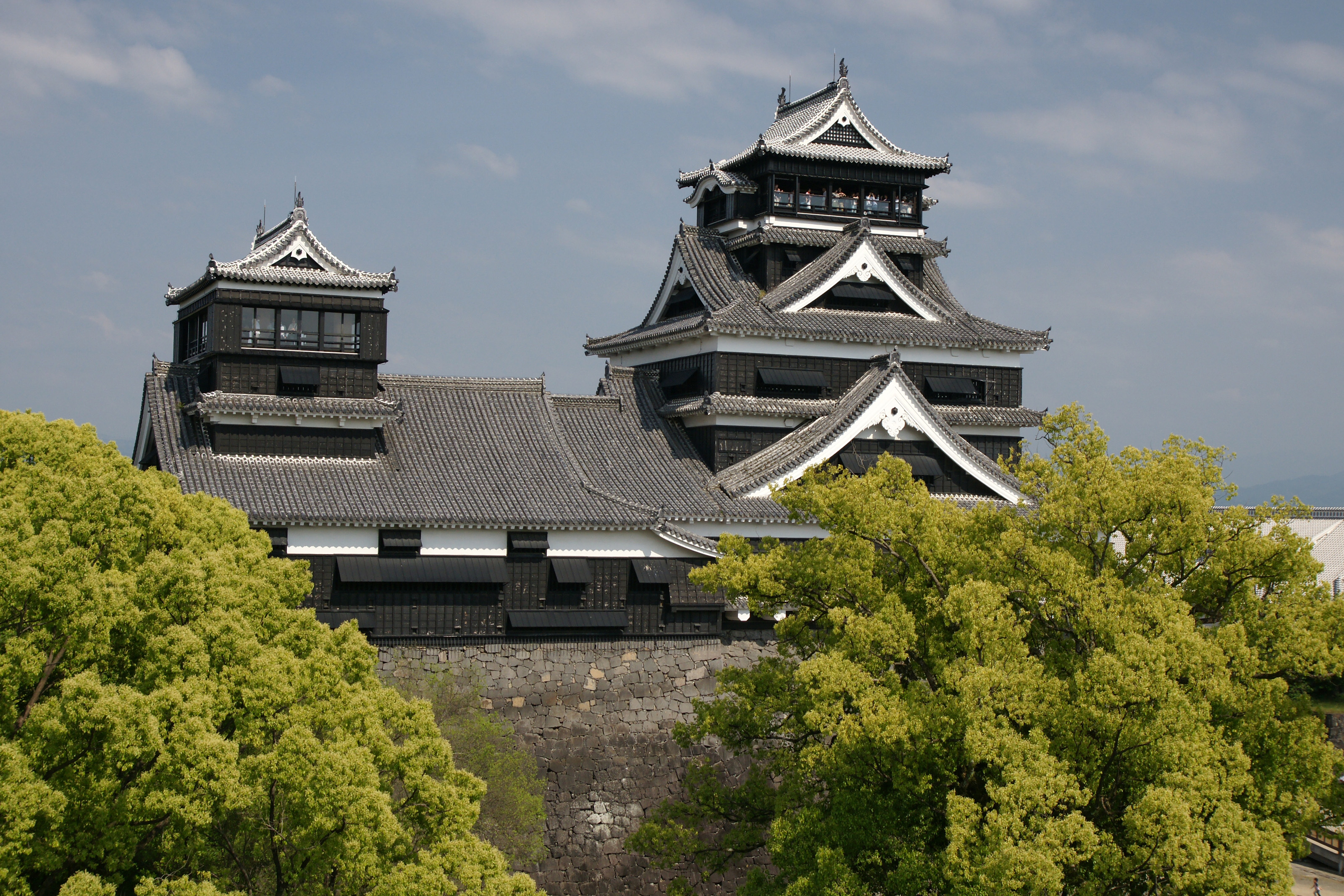
Kumamoto-jō

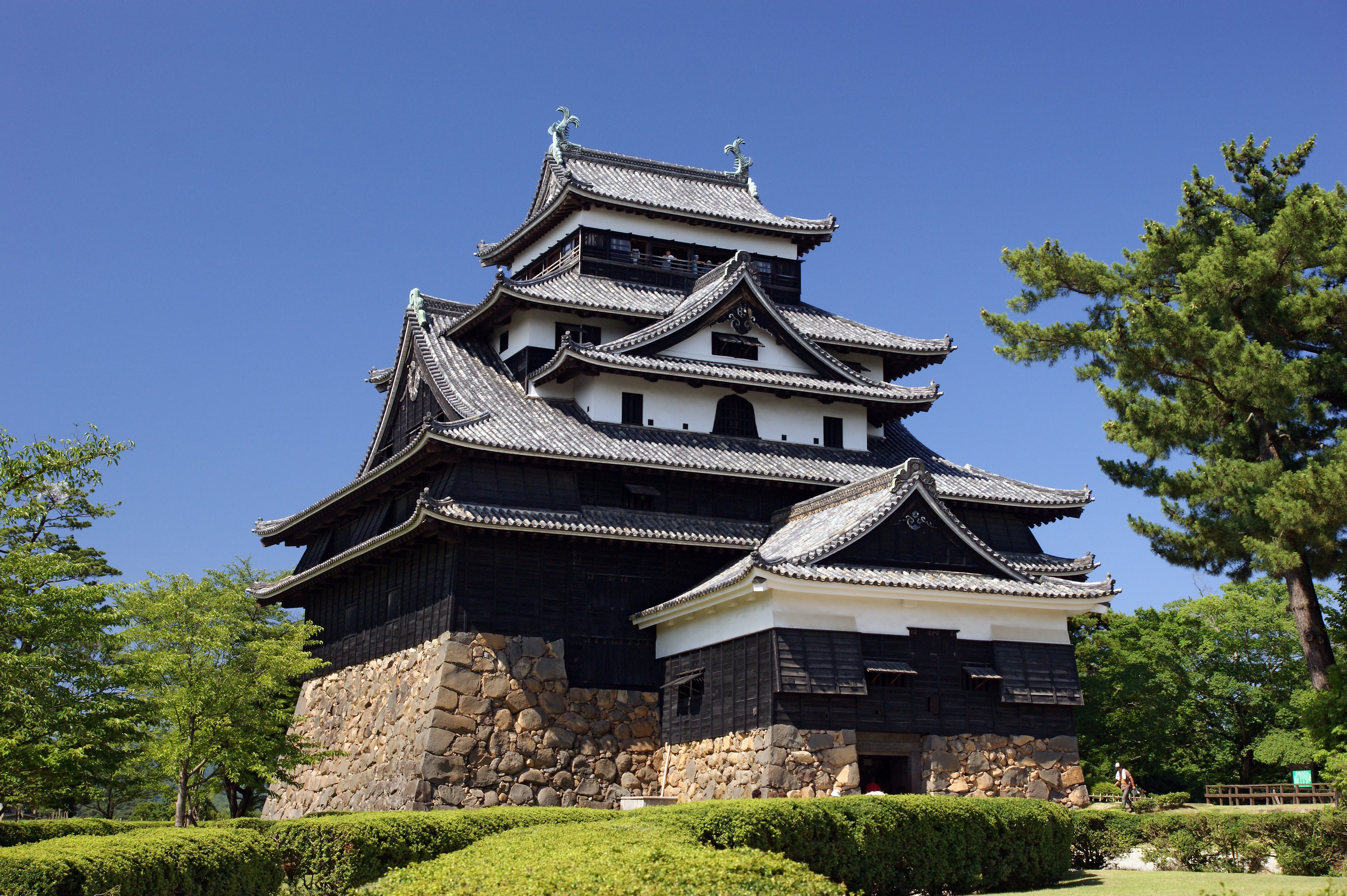
Matsue-jō

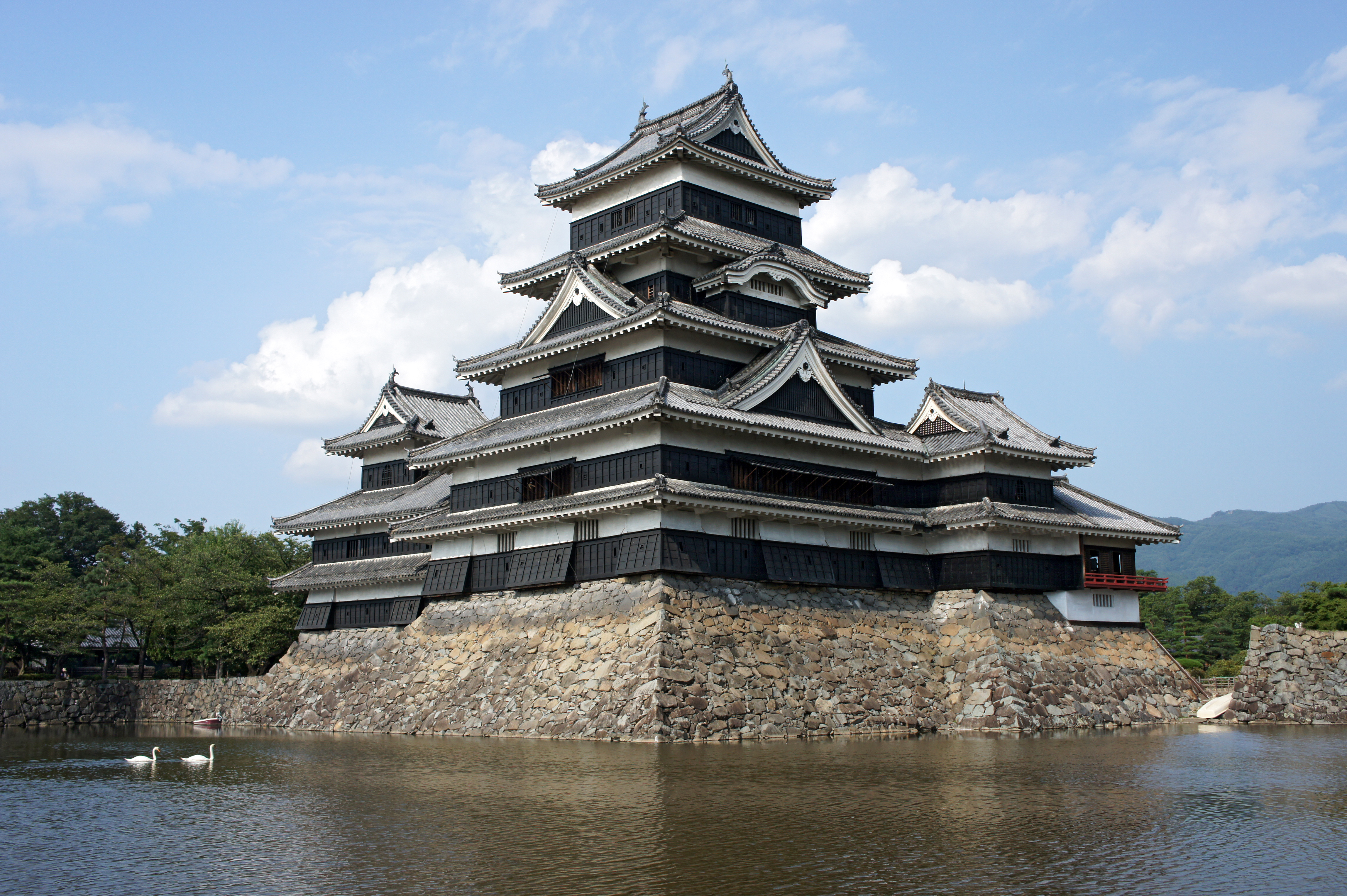
Matsumoto-jō

Nagoya-jō

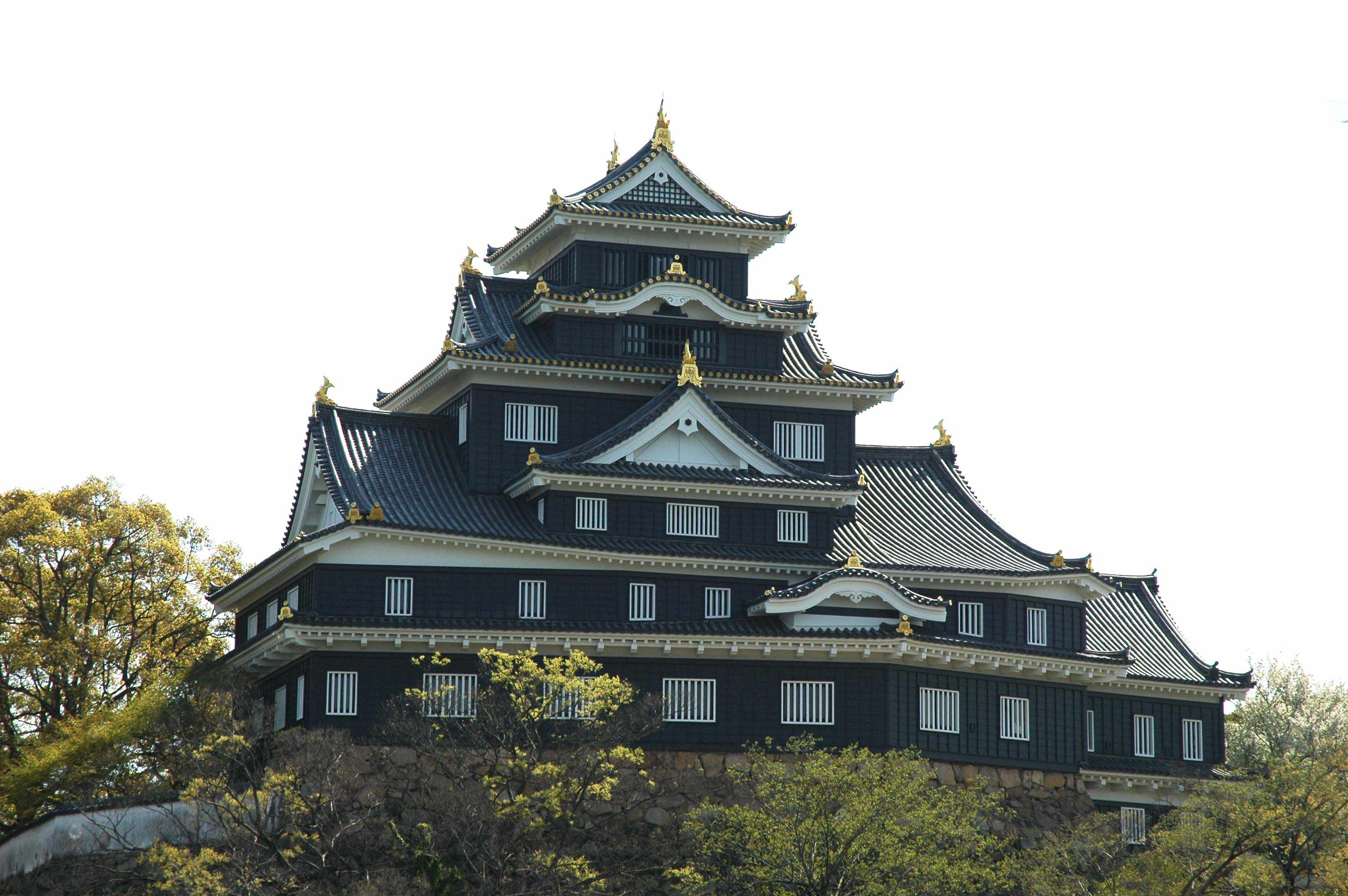
Okayama-jō

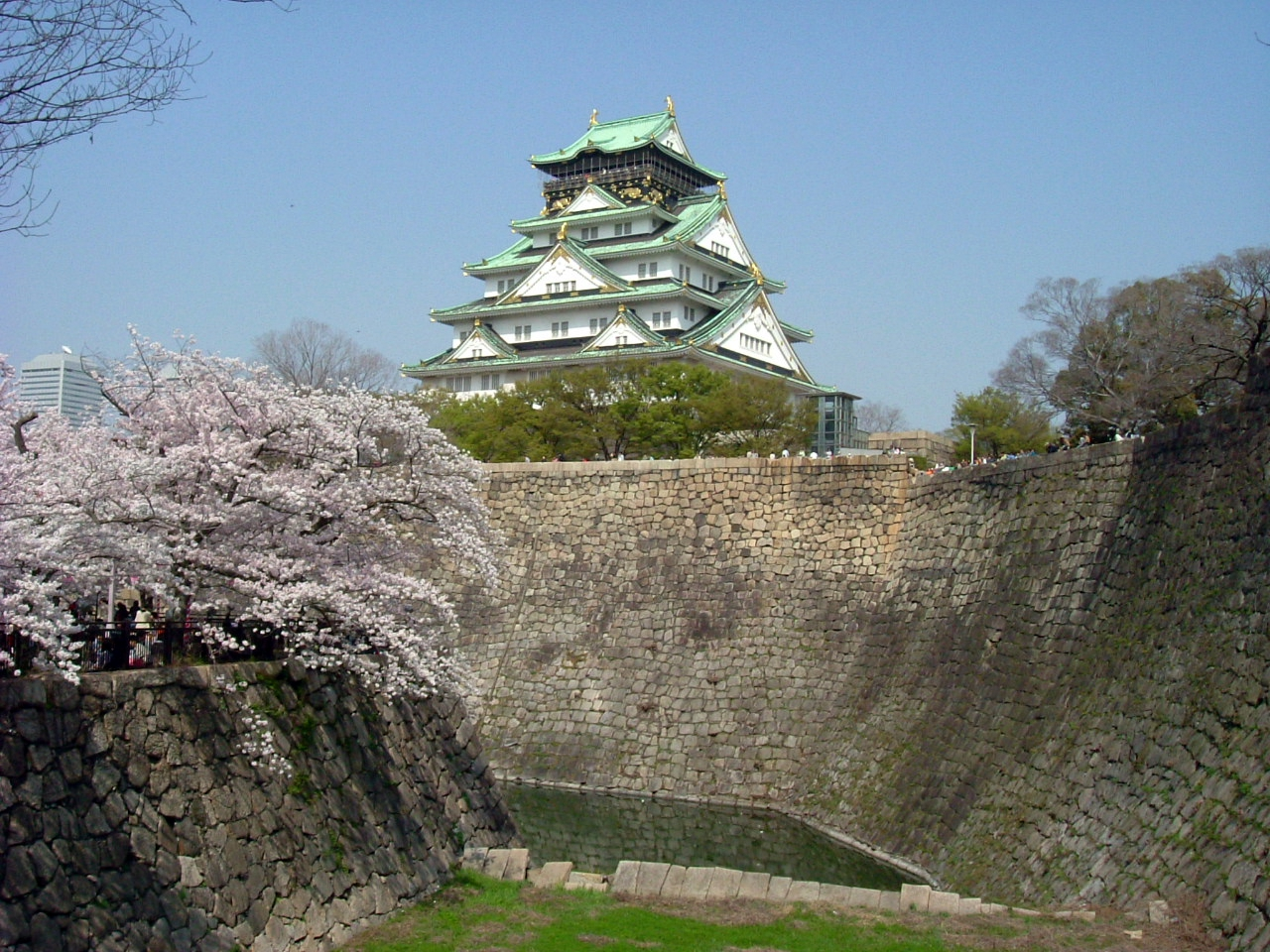
Ōsaka-jō

Offizielles Symbol für Burgen auf japanischen Karten

Die traditionelle Japanische Burg (japanisch 城, shiro) war eine große, hauptsächlich aus Holz und Stein erbaute Befestigungsanlage.
Sie entwickelte sich aus hölzernen Palisaden früherer Jahrhunderte und erhielt ihre bekannteste Form im 16. Jahrhundert. Wie die europäischen Burgen wurden auch die japanischen zum Schutz strategisch wichtiger Orte wie Häfen, Flussübergänge oder Straßenkreuzungen angelegt und bezogen fast immer die Landschaft in ihre Verteidigung mit ein.
Obwohl sie gebaut wurden, um lange Zeit zu überdauern und mehr Stein verwendeten als die meisten anderen japanischen Bauwerke, bestanden die meisten Burgen hauptsächlich aus Holz und viele wurden über die Jahre zerstört. Dies trifft besonders auf die spätere Sengoku-Zeit („Zeit der streitenden Reiche“) zu, als viele der Burgen neu errichtet wurden. Viele der zerstörten Burgen wurden jedoch in der Sengoku- und Edo-Zeit wieder aufgebaut, andere noch später als Stätten des nationalen Kulturerbes oder Museen. Letztere sind jedoch fast ausnahmslos mit modernen Baustoffen wie Beton errichtet und haben mit ihren historischen Vorbildern nur das Aussehen gemeinsam.
Die Burg Matsue-jō in Matsue ist vielleicht die einzige Burg in Japan, die niemals angegriffen oder beschädigt wurde und noch heute in ihrer Form von 1611 erhalten ist.
Das andere Extrem ist die Burg Hiroshima-jō, die bei dem Atombombenabwurf auf Hiroshima zerstört und erst 1958 als Museum neu errichtet wurde.
Die Burgstädte der Edo-Zeit werden Jōkamachi genannt.

## Etymologie
Vom Altertum bis zum frühen Mittelalter wurde das Kanji 城, ursprünglich mit der Bedeutung „Stadtmauer“, gemeinsam mit dem Kanji 柵, mit der Bedeutung „Palisade“, für Befestigungen verwendet. Beide wurden zu diesem Zeitpunkt noch japanisch ki gelesen, wie Dewa no Ki (出羽柵) in der heutigen Präfektur Yamagata und Ōno no Ki (大野城) beim Dazaifu in der Präfektur Fukuoka. Mit ki wurde dabei etwas bezeichnet, das zwischen Innen und Außen trennt, vgl. kaki (垣, dt. „Umzäunung“) oder seki (関, dt. „Barriere, Hindernis; Grenzstation“). Die sino-japanischen Lesungen waren shiyau (moderne Lesung: jō) für 城 bzw. saku für 柵.
Die heutige reinjapanische Lesung shiro lässt sich auf den Namen der Provinz Yamashiro zurückführen. Diese lag von den jeweiligen Hauptstädten Japans in der Provinz Yamato aus gesehen hinter den Bergen und wurde deswegen 山背 mit der Bedeutung „Bergrückseite“ geschrieben. Die Hauptstadt wurde 794 über Nagaoka-kyō nach Heian-kyō in diese Provinz verlegt, u. a. mit der Begründung, dass die Berge und Flüsse dieser Provinz eine natürliche Festung bilden. Die Schreibweise der Provinz wurde daher auf 山城 mit der Bedeutung „Gebirgsburg, Bergfestung“ geändert, unter Beibehaltung der Aussprache. Die Bezeichnung wurde dann auf weitere als Festungen benutzte Berge und Burgen auf Bergen übertragen. Ab dem späten Mittelalter kam schließlich shiro als übliche Lesung für 城 auf, z. B. im Bunmei-bon Setsuyōshū (文明本節用集, dt. etwa: „Wörterbuch der Bunmei-Zeit“), einem anderen Namen für das 1474 erschienene Zatsujiroisho (雑字類書).
Auf Okinawa wird 城 als suku ausgesprochen, jedoch häufig mit dem Honorativpräfix gu voran.

## Geschichte
Ursprünglich als reine Befestigungsanlage gedacht, war der Hauptzweck der japanischen Burg die militärische Verteidigung. Bald wurden sie jedoch der Wohnsitz des Daimyō (Feudalherren) und Symbol seiner Macht und dienten auch dazu, Rivalen zu beeindrucken und zu bedrohen, und dies nicht nur mit ihren Verteidigungsanlagen, sondern auch durch ihre Größe und elegante Architektur, Innenausstattung und Dekoration. Oda Nobunaga war 1576 einer der Ersten, die eine solche palastartige Burg bauten, nämlich die Burg Azuchi-jō. Diese ist Japans erste Burg, die einen turmförmigen Bergfried (天守閣, tenshukaku) besaß und die spätere Anlagen wie Toyotomi Hideyoshis Ōsaka-jō oder auch Tokugawa Ieyasus Edo-jō inspiriert hat.
Einige besonders mächtige Familien kontrollierten nicht nur eine, sondern eine ganze Kette von Burgen, die aus einer Hauptburg (honjō) und einer Anzahl über ihr Territorium verteilter Nebenburgen (shijō) bestanden. Obwohl auch die shijō manchmal voll ausgebaute Burgen mit Steinbasen waren, bestanden sie oft nur aus Holz und Erdwerken. Oft wurde zur Kommunikation über die große Entfernung zwischen den Burgen ein System aus Leuchtfeuern, Trommeln (taiko), oder Schneckenhörnern (horagai) eingerichtet. Odawara-jō der Späteren Hōjō und ihr Netzwerk aus Satellitenburgen gilt als eines der bedeutendsten Beispiele dieses honjō-shijō-Systems. Die Hōnjō kontrollierten so viel Land, dass eine Hierarchie der Nebenburgen der Satellitenburgen geschaffen werden musste.
Vor der Sengoku-Zeit (etwa dem 16. Jahrhundert) wurden die meisten Burgen yamajiro (Gebirgsburg) genannt. Obwohl auch die meisten späteren Burgen auf Bergen oder Hügeln erbaut wurden, wurden diese „aus den Bergen“ gebaut. Die Bäume wurden beseitigt, und der Stein und der Boden des Berges wurden in grobe Befestigungsanlagen geformt. Es wurden Gräben als Hindernis für Angreifer gezogen und Steine bereitgelegt, um sie auf diese hinabzurollen. Burggräben wurden durch Umleiten von Gebirgsflüssen geschaffen. Die Gebäude bestanden hauptsächlich aus lehmbedecktem Flechtwerk mit Strohdächern oder gelegentlich Holzschindeln. Kleine Öffnungen in den Wänden erlaubten das Abfeuern von Bögen oder Feuerwaffen. Die Hauptschwäche dieser Konstruktion ist ihre geringe Stabilität. Strohdächer brennen noch leichter als Holz, Wetter und Erderosion erlaubten keine besonders großen und schweren Bauwerke. Schließlich kam die Steinbasis für die Burg in Gebrauch. Hierbei wurde der Gipfel des Hügels in eine Schicht kleiner Kieselsteine eingeschlossen, auf die ohne Mörtel eine Schicht größerer Steine gesetzt wurde. Diese Abstützung erlaubte größere, schwerere und dauerhaftere Bauwerke und führte zur Entwicklung der „typisch japanischen“ Burgkonstruktion, auf die sich dieser Artikel konzentriert.
Eine Burganlage (城郭/城廓, jōkaku) nach etwa 1570 besteht – dem Gelände angepasst – meist aus mehreren Ringen. Der innerste Ring wird Hauptring (本丸, hon-maru) genannt. Er besteht aus Verteidigungsanlagen mit dem Burgturm. Weitere Gebiete darum werden 2. Ring (二の丸, ni-no-maru), 3. Ring (三の丸, san-no-maru) usw. genannt, wobei diese nicht immer vollständige Ringe sein müssen. Wird der Hauptring nur in einer Richtung erweitert, spricht man auch z. B. vom Westring (西の丸, nishi-no-maru). Die oft weitläufige Residenz (御殿, goten) bestand aus Empfangs- und Wohnräumen des Fürsten (表御殿, omote-goten) und den Haushaltsräumen (大奥, ō-oku).
Man unterscheidet je nach Lage des Hauptringes vor allem drei Typen von Burganlagen:
- Am häufigsten ist der Typ Hügelburg (平山城, hirayamajiro), bei dem sich der Hauptring auf einer Anhöhe befindet und die Residenz oft am Fuße des Hügels. Beispiele sind Matsue-jō, Hikone-jō.
- Weiter gibt es den Typ Niederungsburg (平城, hirajiro), bei dem alle Ringe in einer Ebene liegen. Beispiele sind Nagoya-jō, Matsumoto-jō.
- Schließlich gibt es den seltenen Typ Bergburg (山城, yamajiro), bei dem der Hauptring als eigenständige Anlage hoch in den Bergen liegt. Die Residenz liegt entfernt am Fuße des Berges. Beispiele sind Bitchū Matsuyama-jō und Ishimura-jō, deren erste Anlage aus dem 13. Jahrhundert stammt.

Im Gegensatz zu Europa, wo das Aufkommen der Kanone das Ende des Zeitalters der Burgen einläutete, wurde der japanische Burgenbau paradoxerweise durch die Einführung der Feuerwaffen vorangetrieben. Die Japaner nutzten nur sehr selten Kanonen, da sie nur zu hohen Preisen von Ausländern zu erhalten waren und schwierig selbst zu gießen waren. Einige wenige Burgen brüsteten sich ihrer „Wallgeschütze“, aber diese scheinen wenig mehr als Arkebusen gewesen zu sein und hatten nicht die Feuerkraft echter Kanonen. Wenn in Japan damals Belagerungswaffen zum Einsatz kamen, dann waren es meist Trebuchets oder Katapulte chinesischen Stils und diese wurden hauptsächlich als Anti-Personen-Waffen eingesetzt. Auch versuchte man die Burg mit Brandpfeilen in Brand zu stecken. Es gibt keine Aufzeichnung, dass das Ziel, die Mauern der Burg zu zerstören, jemals Eingang in die japanische Belagerungsstrategien fand. Gegen die im 16. Jahrhundert aufkommende Arkebuse boten hölzerne Palisaden keinen ausreichenden Schutz mehr, so dass Burgen mit Steinmauern und -basis aufkamen.
Von den Burgen, die fast sämtlich die Edo-Zeit unbehelligt überdauert hatten, sind heute nur noch Burgtürme und Wallanlagen mit Wachtürmen erhalten, während die eigentlichen Residenzen vollständig verschwunden sind, mit Ausnahme der Burg Nijō in Kyoto, wo wenigstens ein Teil der Residenz original erhalten ist. Von den (immer unbewohnbaren) Burgtürmen sind nur zwölf (darunter die hier abgebildeten Türme von Hikone, Himeji, Matsue und Matsumoto) aus der Edo-Zeit überkommen, alle anderen sind Nachbauten – meist aus Beton, gelegentlich aber auch aus Holz – aus dem 20./21. Jahrhundert. Dazu gehören die hier abgebildeten Burgtürme von Kumamoto, Nagoya (1945 zerstört), Okayama (1945 zerstört) und Osaka (mehrfach zerstört, 1931 wieder aufgebaut).